# Kirtland (Ohio)
Kirtland es una ciudad ubicada en el condado de Lake en el estado estadounidense de Ohio. En el Censo de 2010 tenía una población de 6866 habitantes y una densidad poblacional de 157,79 personas por km².

## Geografía
Kirtland se encuentra ubicada en las coordenadas 41°35′53″N 81°20′17″O / 41.59806, -81.33806. Según la Oficina del Censo de los Estados Unidos, Kirtland tiene una superficie total de 43.51 km², de la cual 43.18 km² corresponden a tierra firme y (0.77%) 0.34 km² es agua.

## Demografía
Según el censo de 2010, había 6866 personas residiendo en Kirtland. La densidad de población era de 157,79 hab./km². De los 6866 habitantes, Kirtland estaba compuesto por el 97.73% blancos, el 0.41% eran afroamericanos, el 0.07% eran amerindios, el 0.68% eran asiáticos, el 0.01% eran isleños del Pacífico, el 0.19% eran de otras razas y el 0.9% pertenecían a dos o más razas. Del total de la población el 1.14% eran hispanos o latinos de cualquier raza.

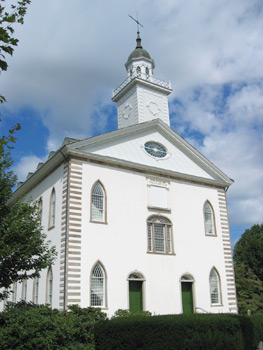
Templo de Kirtland, el primer templo mormón, construido en Kirtland, Ohio.

## Relevancia
Kirtland fue la sede de La Iglesia de Jesucristo de los Santos de los Últimos Días entre 1831 y 1838. Los fieles de esta iglesia se congregaron allí tras un llamamiento de su líder Joseph Smith, por lo que su población aumentó rápidamente. En 1838 fueron expulsados de aquella ciudad, pero antes construyeron allí su primer templo, convertido ahora en atracción turística, administrado hasta 2024 por la Comunidad de Cristo y a partir de entonces, por la Iglesia de Jesucristo de los Santos de los Últimos Días.

## Fundación coral
En esta ciudad, La Iglesia de Jesucristo de los Santos de los Últimos días fundó en 1867 el Tabernacle Choir at Temple Square, que hoy realiza frecuentemente conciertos internacionales.